# ジェンナ・プランディーニ
ジェンナ・エリザベス・プランディーニ（Jenna Elizabeth Prandini、1992年11月20日 ‐ ）は、アメリカ合衆国カリフォルニア州クローヴィス出身の陸上競技選手。専門は短距離走。100mで10秒92、200mで22秒20の自己ベストを持つ。2015年北京世界選手権女子4×100mリレーの銀メダリストである。イタリアにルーツを持つ、アメリカでは珍しい世界レベルの白人スプリンター。

## 経歴

### 高校時代まで
小中学生時代は陸上競技のほか、サッカー、バレーボール、バスケットボールに取り組んでいた。クローヴィス高校（Clovis High School）に進学してからはバレーボールと陸上競技に取り組むと、陸上競技では100mと200mと走幅跳と三段跳でカリフォルニア州タイトルを獲得するなど活躍。2011年には全米ジュニア選手権の走幅跳で優勝し（100mと200mは5位）、パンアメリカンジュニア選手権 (en) のアメリカ代表に選出。大会では100mと走幅跳でメダルにあと一歩と迫った（ともに4位）。高校時代の自己ベストは100mが11秒34（+1.9）、200mが23秒75（+0.9）、走幅跳が6m20（+1.3）。

### 大学時代

#### 2013年まで
大学は奨学金を得てオレゴン大学に進学。しかし、2012シーズンの春先に右足を骨折したためシーズンを棒に振った。怪我も治った2013シーズンは3月の全米学生（NCAA）室内選手権女子60mで7秒38の5位に入ると、6月の全米学生選手権では女子100mで11秒43（+0.9）の7位、3走を務めた女子4×100mリレーは43秒80の4位、1走を務めた女子4×400mリレーは3分28秒24の4位と、3種目で入賞を果たした。

#### 2014年
3月の全米室内学生選手権女子60mで2大会連続入賞となる7位（7秒32）、29日のアズテックス招待（Aztec Invitational）女子200mで今季世界最高（当時）および自身初の22秒台となる22秒98（+1.9）をマークした。6月の全米学生選手権は女子走幅跳を6m55（+1.2）の自己ベスト（当時）で制し、初の全米学生タイトルを獲得。女子100mは11秒42（-3.4）の3位、女子200mは22.63（+2.2）の2位（1位と0秒007差）と、2大会連続で3種目入賞を果たし、1人で24ポイントを獲得する活躍を見せた。

#### 2015年
3月の全米学生室内選手権女子走幅跳を6m65の自己ベストで制し、初の室内全米学生タイトルを獲得。女子60mは7秒24で4位、女子200mは22秒74で2位に入り、1人で23ポイントを獲得した。4月18日のマウント・サック・リレー女子100mでは自己ベストを0秒19更新する10秒92（+1.4）をマークし、初めて10秒台に突入した。6月には全米学生選手権の女子100mを10秒96（+3.1）で制すると、女子200mと女子走幅跳はそれぞれ22秒21（+1.9）と6m80（+1.7）の自己ベスト（200mは当時）で2位に入り、1人で26ポイントを獲得する活躍を見せた。
北京世界選手権アメリカ代表選考会である6月の全米選手権では、女子100mは準決勝を自己ベストタイの10秒92（+1.5）で突破するも、決勝は3位から6位が0秒04差という混戦の表彰台争いに敗れ、10秒96（+1.2）の6位に終わった。しかし、アリソン・フェリックスなどが回避した女子200mは予選と準決勝を全体1位で突破すると、迎えた決勝は22秒20（+0.4）の自己ベストで初優勝を飾り、アメリカ代表の座を掴んだ。世界大会デビューとなった8月の北京世界選手権は、200mは22秒87（-0.1）の組5着（全体13位タイ）で準決勝敗退に終わったが、3走を務めた4×100mリレーは41秒68の銀メダル獲得に貢献した。
11月にはイタリア系アメリカ人スポーツ選手を対象としたNational Italian American Sports Hall of Fameの年間最優秀女性選手賞を受賞。12月には今年の全米学生選手権（室内と屋外の両大会）で合計49ポイントを獲得するなどの活躍が評価され、学生陸上界で最も権威のあると言われているバウワーマン賞の女性部門を受賞した。

### プロ転向以降
2015年北京世界選手権の開催中に、プーマと契約してプロに転向することを発表した。

#### 2016年
リオデジャネイロオリンピックアメリカ代表の座がかかった6-7月の全米オリンピック選考会（全米選手権）は、女子100mは予選で全体1位の10秒81（+3.6）、準決勝で全体4位の10秒86（+4.5）と、追い風参考記録ながら10秒8台をマークして決勝に進出したが、決勝は10秒96（+1.0）の5位に終わり表彰台を逃した。しかし、女子200mでは4位のアリソン・フェリックスと0秒01差という3位争いを22秒53（-0.6）で勝利し、初のオリンピック代表の座を掴んだ。迎えた8月のリオデジャネイロオリンピックでは、女子200mは北京世界選手権に続いて準決勝に進出するも、22秒55（+0.1）の組4着（全体10位）に終わり、決勝へ進出することはできなかった。

#### 2017年
初出場となった4月の世界リレーでは、女子4×100m予選で2走を務めて決勝進出に貢献した。アメリカチームは予選を唯一の42秒台（42秒96）で突破したものの、決勝では1走のティアナ・バートレッタが転倒したため途中棄権に終わった。ロンドン世界選手権アメリカ代表の座をかけて臨んだ6月の全米選手権は、女子100mは予選を突破したものの準決勝敗退（全体13位）に終わった。女子200mでは決勝に進出するも23秒16（-2.5）の7位に終わり、2大会連続の世界選手権アメリカ代表の座を逃した。

## 家族
曽祖父は1910年、曽祖母は1915年にイタリアからアメリカに移住した。
両親、姉、兄が陸上経験者という陸上一家。プランディーニは中学の頃から父に陸上の指導を受け、母が元走幅跳の選手ということから跳躍と短距離に取り組んだ。
両親の兄弟が多いため、たくさんの親戚を持つ。プランディーニの現在の居住地であるユージーンで開催される大会には、親戚も大挙して競技場に訪れて大声援を送る。家族、親戚、チームメイト、友達などの声援の影響もあってか、プランディーニが全米タイトルを獲得した大会の多くはユージーンでの開催となっている。

## 自己ベスト
記録欄の（　）内の数字は風速（m/s）で、+は追い風を意味する。
| 種目   | 記録                        | 年月日                      | 場所                    | 備考           |
| 屋外   | 屋外                        | 屋外                        | 屋外                    | 屋外           |
| ------ | --------------------------- | --------------------------- | ----------------------- | -------------- |
| 100m   | 10秒92 (+1.4) 10秒92 (+1.5) | 2015年4月18日 2015年6月26日 | ウォルナット ユージーン |                |
| 100m   | 10秒81w (+3.6)              | 2016年7月2日                | ユージーン              | 追い風参考記録 |
| 200m   | 22秒20 (+0.4)               | 2015年6月28日               | ユージーン              |                |
| 200m   | 22秒18w (+2.8)              | 2015年6月27日               | ユージーン              | 追い風参考記録 |
| 走幅跳 | 6m80 (+1.7)                 | 2015年6月11日               | ユージーン              |                |
| 室内   |                             |                             |                         |                |
| 60m    | 7秒15                       | 2015年3月13日               | フェイエットビル        |                |
| 200m   | 22秒52                      | 2015年3月13日               | フェイエットビル        |                |
| 走幅跳 | 6m65                        | 2015年3月13日               | フェイエットビル        |                |

## 主要大会成績
備考欄の記録は当時のもの
| 年   | 大会                               | 場所             | 種目    | 結果         | 記録          | 備考             |
| ---- | ---------------------------------- | ---------------- | ------- | ------------ | ------------- | ---------------- |
| 2011 | パンアメリカン ジュニア選手権 (en) | ミラマー         | 100m    | 4位          | 11秒56 (+1.7) |                  |
| 2011 | パンアメリカン ジュニア選手権 (en) | ミラマー         | 4x100mR | 決勝途中棄権 | DNF (1走)     |                  |
| 2011 | パンアメリカン ジュニア選手権 (en) | ミラマー         | 走幅跳  | 4位          | 5m89 (+0.9)   |                  |
| 2015 | 世界選手権                         | 北京             | 200m    | 準決勝2組5着 | 22秒87 (-0.1) |                  |
| 2015 | 世界選手権                         | 北京             | 4x100mR | 2位          | 41秒68 (3走)  |                  |
| 2016 | オリンピック                       | リオデジャネイロ | 200m    | 準決勝2組4着 | 22秒55 (+0.1) |                  |
| 2017 | 世界リレー (en)                    | ナッソー         | 4x100mR | 決勝途中棄権 | DNF (2走)     | 予選42秒96 (2走) |
| 2021 | オリンピック                       | 東京             | 100m    | 準決勝1組4着 | 11秒11 (+0.0) |                  |

### 全米タイトル
| 年   | 大会               | 場所             | 種目   | 優勝記録      | 備考       |
| ---- | ------------------ | ---------------- | ------ | ------------- | ---------- |
| 2011 | 全米ジュニア選手権 | ユージーン       | 走幅跳 | 6m24 (+2.1)   |            |
| 2014 | 全米学生選手権     | ユージーン       | 走幅跳 | 6m55 (+1.2)   | 自己ベスト |
| 2015 | 全米学生室内選手権 | フェイエットビル | 走幅跳 | 6m65          | 自己ベスト |
| 2015 | 全米学生選手権     | ユージーン       | 100m   | 10秒96 (+3.1) |            |
| 2015 | 全米選手権         | ユージーン       | 200m   | 22秒20 (+0.4) | 自己ベスト |